# زدرافكو بيتشار
زدرافكو بيتشار (تشاكوفيتس، 2 فبراير 1922 - روفين، ديسمبر 1994) كان صحفيًا يوغوسلافيًا وسفيرًا لجمهورية يوغوسلافيا الاتحادية الاشتراكية في مالي.
خلال الحرب العالمية الثانية كان عضواً في هيئة تحرير صحيفة " نابريد [الصربية]" (إلى الأمام)، وبعد التحرير أصبح محرراً لصحيفة "بوليتيكا" (السياسة)، ورئيساً لتحرير صحيفة "ميجونارودنا بوليتيكا [الصربية]" (السياسة الدولية)، ومراسلاً لصحيفة "بوربا" (النضال) من مصر وبعض الدول الأفريقية الأخرى. كان باحثاً مستقلاً في معهد دراسة الحركة العمالية [الصربية] (1963-1967). بصفته صحفيًا وناشطًا إعلاميًا، نشر عددًا من المقالات والرسائل في مجال العلاقات الدولية والسياسة الدولية. ومنذ عام 1967 كان في الخدمة الدبلوماسية.
حصل على العديد من الأوسمة، اليوغوسلافية والأجنبية.
وكانت زوجته فيدا زاغوراتس. بفضل مجموعتهما من التحف الفنية، أُسس متحف الفن الإفريقي (بلغراد).

## الطفولة والشباب
ولد زدرافكو بيتشار في 2 فبراير 1922. في تشاكوفيتس، مملكة الصرب والكروات والسلوفينيين. وكان والده فرانيو مالكًا لمتجر تجاري. وكان اسم أمه ماريا. من خلال الصور الفوتوغرافية من إرثه، من الواضح أنه كان يتمتع بأيام طفولة وشباب خالية من الهموم، والتي كان يقضيها في الرحلات، وفي فرقة مسرحية، وفي البحر.
تخرج عام 1940 في زغرب من "المدرسة الثانوية الكلاسيكية الأولى للملك الفارس ألكسندر الأول الموحد [الصربية]"، والتي جاء إليها من مدرسة فارازدين [الصربية]، حيث لم تعجبه «صرامة الفرنسيسكان». حصل على وظيفة «عامل يومي ذكي» مع هيئة التعدين في زغرب نحو نهاية عام 1940، فصلته الأوستاشا في 22 أبريل 1941، مباشرة بعد توليهم للسلطة. وربما باعتباره "عنصرًا مشبوهًا فيه" حيث انضم بيتشار إلى الاتحاد الشيوعي لشباب يوغوسلافيا (SKOJ) أثناء دراسته، ونُقل إلى معتقل دولة كرواتيا المستقلة (NDH) حيث سُجن من أغسطس إلى سبتمبر 1941.

## الحرب العالمية الثانية
وادعى زدرافكو بيتشار أنه انضم إلى حرب التحرير الشعبي اليوغوسلافي (NOB )، وتحديدًا مجموعة الضربة الأولى في زغرب، في 15 نوفمبر 1941. في نفس هذا العام في 6 ديسمبر، التحق بكلية الحقوق في زغرب. في أواخر عام 1941 وأوائل عام 1942، انضم بيتشار أولاً إلى فصائل بارتيزان يوغوسلافيا، ثم انتقل إلى الأراضي المحررة. إن التشابه في الأفكار التي كان يتقاسمها مع زوجته فيدا زاغوراتس يتضح من حقيقة أنه لم يأخذ معه إلى الحرب سوى ديوان "قصائد بيتريتسا كيرمبوه" لميروسلاف كرليزا. منذ البداية الأولى لحرب التحرير الشعبي، عمل بيتشار بشكل عام في الدعاية وكتب للصحف التابعة للبارتيزان، وفي المقام الأول لصحيفة "نابرييد".
أمضى فترة الحرب في تقديم التقارير من مناطق مختلفة، وخاصة من سلافونيا. وشارك في بعض المعارك الكبرى، مثل معركة لودبيرغ، التي خسرها الثوار، وكان بيتشار من بين الناجين القلائل. أصيب بجروح في هجوم جوي ألماني بالقرب من قرية فوتشين في سلافونيا في عام 1943. أنهى الحرب برتبة نقيب، وكان مراسلا من حدود يوغوسلافيا الجديدة.

## بعد الحرب العالمية الثانية

زدرافكو بيتشار مع قوات حفظ السلام التابعة للأمم المتحدة خلال أزمة السويس

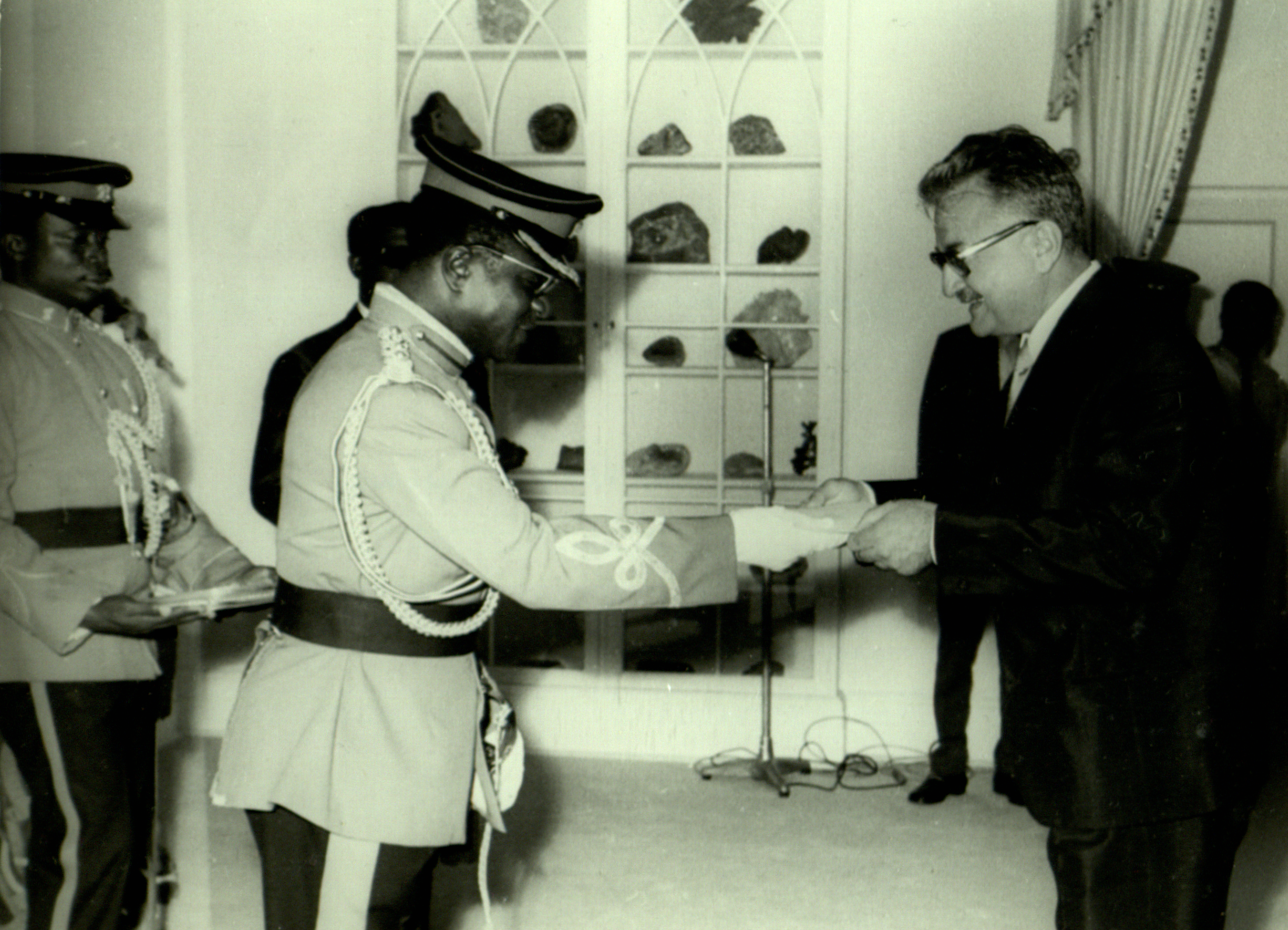
زدرافكو بيتشار يقدم أوراق اعتماده سفيرًا ليوغوسلافيا لدى غانا (1974)

بعد الحرب أصبح محررا لمجلة " بوليتيكا" (1945-1946). والتحق بدراسة التاريخ طالبًا غير متفرغ في كلية الفلسفة في بلغراد (1946)، وتخرج منها عام 1951. كان رئيسا لتحرير صحيفة "راد" (العمل) (1947-1950). وعمل أيضًا في مكتب المعلومات التابع للحكومة الكرواتية في زغرب منذ عام 1950 حتى عام 1952. أسس صحيفة "السياسة الدولية" المرموقة. ومن 1952 حتى 1962 كان بيتشار مراسلاً لجميع الصحف والوكالات الأكثر نفوذاً في يوغوسلافيا ("بوربا"، "تانيوغ"، "بوليتيكا") من الشرق الأوسط وأفريقيا.
حصل على الدكتوراه في التاريخ سنة 1964 وعمل في معهد دراسة حركة العمال الدولية. انتقل إلى الأمانة الاتحادية للشؤون الخارجية في عام 1967، وبعد ذلك عمل سفيراً لدى العديد من الدول الأفريقية على مدى السنوات العشر التالية. في عام 1967 تم تعيين بيتشار سفيراً لجمهورية يوغوسلافيا الاتحادية الاشتراكية لدى مالي، مع اعتماده لدى ساحل العاج وفولتا العليا. وفي عام 1973 عُين سفيراً لجمهورية يوغوسلافيا الاتحادية الاشتراكية لدى غانا، مع اعتمادات في الدول المجاورة.
كان أول مدير لإذاعة يوغوسلافيا، وهي مؤسسة مهمة في السياسة والدعاية اليوغوسلافية غير المنحازة. تولى منصبه في 1 يناير 1978، وتقاعد من هذا المنصب في 31 ديسمبر 1984. وكان أيضًا صيادًا متحمسًا. كان يتحدث الإنجليزية والفرنسية، وكان يفهم أيضًا الإيطالية والروسية. بعد طلاقه من فيدا زاغوراتس، تزوج مرة أخرى وأنجب ابنة من زوجته ياسمينا بيتشار. حصل على العديد من الأوسمة اليوغوسلافية والإفريقية. توفي زدرافكو بيتشار في مدينة روفين الكرواتية عام 1994.

## زدرافكو بيتشار وأفريقيا

بيتشار يجري مقابلة مع ناصر

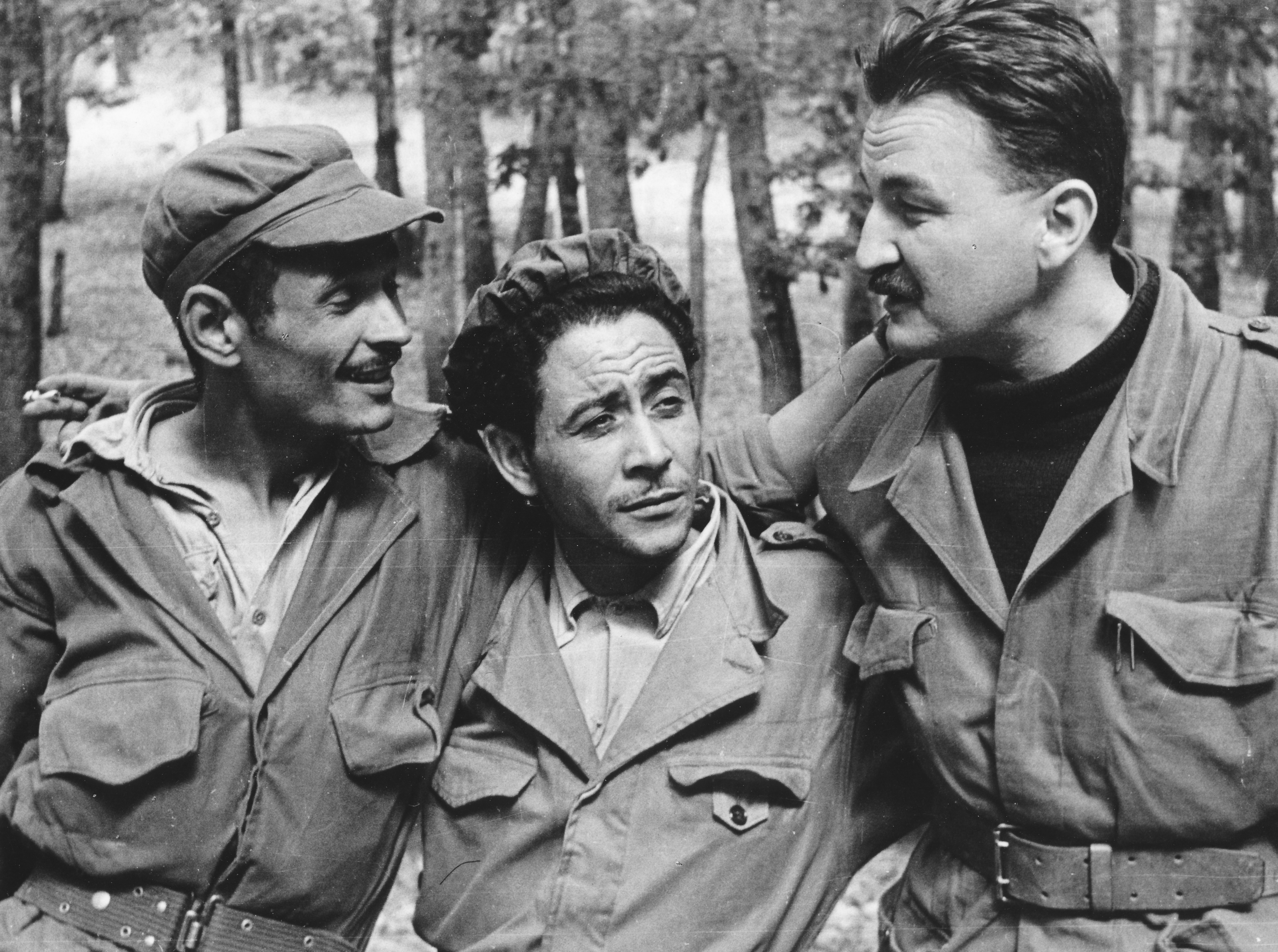
بتشار مع جنود جيش التحرير الجزائري

في كتابه الضخم بعنوان «إفريقيا»، يصف زدرافكو بيتشار تجاربه في هذه القارة قائلا: «لقد بدأت الطبول تدق ناقوس الخطر بالفعل من كوناكري إلى أكرا، وصولاً إلى جنوب أفريقيا، ويبدو أن البيض لا يريدون سماعها». وكان هذا الخطاب القوي المناهض للاستعمار، وتجاوز الحدود الاستعمارية القائمة، ودعم نضال تحرير الشعوب الأفريقية ونشره، جزءًا ثابتًا وبارزًا من نصوص وأفعال وآراء فيدا زاغوراتس وزدرافكو بيتشار.
كانت أفريقيا مكانًا مثيرًا للغاية خلال النشاط الأكثر كثافة للزوجين زاغوراتس-بيتشار. وكانت القارة تمر بمرحلة «إزالة الاستعمار بسرعة مذهلة»، وكان الصراع بين الكتلتين ينتقل ببطء إلى تلك القارة. وفي مصر، برز بيتشار على الفور؛ كان أول صحفي أجنبي يجري مقابلة مع الجنرال نجيب، الزعيم الاسمي للدولة، مباشرة بعد الانقلاب في مصر. كان يتابع أنشطة الحكومة الثورية الجديدة، وأجرى مقابلة مع ناصر، وكان أول مصور صحفي يصور تيتو على الأراضي الأفريقية أثناء زيارته لمصر في عام 1955.
كان نتاج العمل المشترك بين زدرافكو بيتشار وفيدا زاغوراتس هو أول دراسة تتناول مصر في يوغوسلافيا - «مصر الجمهورية» من عام 1955. وبعد مرور ثلاث سنوات، أدى توسع هذا النص إلى ظهور دراسة رئيسية بعنوان «مصر: البلد - الشعب - الثورة». من المفترض أن مساهمات فيدا عند الكتابة كانت تتعلق بالاقتصاد والثقافة والمجتمع، في حين كتب زدرافكو عن السياسة والجيش والتاريخ. في عام 1957. نشر زدرافكو بيتشار كتابه «ماذا يحدث في الشرق الأوسط».
بما أن الجيش الفرنسي من 1956/7 قد طرد معظم الثوار الجزائريين إلى تونس المجاورة، وصل بيتشار إلى هناك سريعًا. وفي صيف 1958 قد عبر الحصن الفرنسي مع قائد كتيبة من جيش التحرير الجزائري وقضى شهرين يتابع النضال الجزائري عن كثب. وكان بيتشار في الجزائر في مهمة حزبية ونقل رسائل مباشرة إلى قيادة الدولة اليوغوسلافية.
شاركت فيدا زاغوراتس أيضًا في الحرب الجزائرية، وفي مجال الدعاية هي الأخرى. ومن خلال منصبها كملحقة ثقافية بسفارة يوغوسلافيا في تونس، ساهمت في تنظيم مساعدات ضخمة للشعب الجزائري.
بدأ بيتشار رحلته الأكبر عبر أفريقيا في عام 1959. وفي ذلك الوقت التقى بأهم زعماء التحرير الأفريقي مثل: باتريس لومومبا، كوامي نكروما، هولدن روبرتو، ليوبولد سيدار سنغور، جوليوس نيريري، هاستينجز كاموزو باندا وآخرين.
في عام 1964 دافع بيتشار عن أطروحته «تاريخ النضال التحريري للشعب الجزائري» في كلية الفلسفة في بلغراد، وقد قام بتحويل هذه الأطروحة فيما بعد إلى دراسة بعنوان «الجزائر حتى الاستقلال». أما كتاباه بعنواني «أفريقيا» من 1964 «والحركات الأفريقية» من 1965 فقد مثلا الرؤية الأكثر اكتمالاً لفترة إنهاء الاستعمار في أفريقيا في ذلك الوقت، واستخدمهما الباحثون المهتمون بأفريقيا في يوغوسلافيا للعقود الطويلة.

## زدرافكو بيتشار ومتحف الفن الأفريقي

زدرافكو بيتشار مع كاميرا في أبو سمبل

بعد عقود قضاها في أفريقيا، في عام 1977 قد تقرب زدرافكو بيتشار وفيدا زاغوراتس من القيادة اليوغوسلافية والتي دعمت مشروعهما الجديد - إنشاء متحف الفن الأفريقي. ولكنهما لم يحضرا حفل الافتتاح الفعلي للمتحف، بل أرسلا بدلاً من ذلك رسالة من غانا بهذه المناسبة، والتي تم تلاوتها علناً وبشكل مهيب على الحاضرين.

إن فكرة إنشاء المتحف، بحسب قول زدرافكو بيتشار، أخذت شكلها الأول في أفكار فيدا زاغوراتس. "كانت تهدف إلى تكوين مجموعة تمثيلية يتم تجميعها في مكان واحد وعرضها ككل." أما جمع المقتنيات فقال زدرافكو بيتشار نفسه عنه:
بما أنني دائما كنت لصالح الحوار المفتوح والواضح وغير المتهاون إلى حد ما والخالي من أي دوافع خفية، فكنت أتفاهم بشكل جيد مع أصدقائي الأفارقة. الآن اسمحوا لي أن أقول شيئًا عن الأصول الأوسع للمئات من هذه المقتنيات التي قمنا أنا وفيدا بجمعها بصبر وشغف لأكثر من عشرين عامًا، إما معًا أو بشكل فردي. لقد مرت كل واحدة منها بين أيدينا، وبعد مناقشات مطولة مع المالك أو البائع المالي - صانع السلاح - وصلت أخيرًا إلى عاصمة يوغوسلافيا - بلغراد. ولقد وجدت بلغراد، خلال حياة تيتو، في أفريقيا الأصدقاء والشركاء الأكثر موثوقية وعددًا في حركة عدم الانحياز، ولذلك كانت المدينة سعيدة بتخزين هذه المقتنيات الجميلة، والتي كان الكثير منها ليهلك لو بقيت في التربة الرطبة في وطنها. وأريد أن أؤكد على شيء آخر. لقد غادرت جميع المقتنيات الموجودة في مجموعتنا أفريقيا بتصاريح وموافقات مكتوبة من الحكومات المستقلة في الدول المستقلة. وربما لهذا السبب يتمتع متحفنا بمكانة "الصديق الأكثر تفضيلاً" في أفريقيا، مع كل الامتيازات التي تأتي مع ذلك.
انتخب زدرافكو بيتشار في عام 1988 عضوا فخريا في الجمعية اليوغوسلافيا للدراسات الأفريقية، كما ترك أرشيفه لمتحف الفن الأفريقي.

## الأعمال
- بيتشار، زدرافكو، مصر الجمهورية، الثقافة، 1955.
- بيتشار، زدرافكو، ماذا يحدث في الشرق الأوسط، بوليتيكا، 1957.
- بيتشار، زدرافكو، صحوة العرب، بروسفجيتا، 1958.
- بيتشار، زدرافكو، مصر، الثقافة، 1958.
- بيتشار، زدرافكو، الجزائر في النيران، دار النشر السلوفينية، 1959.
- بيتشار، زدرافكو، أفريقيا، إلى الأمام، 1964.
- بيتشار، زدرافكو، الحركات الأفريقية، إلى الأمام، 1965.
- بيتشار، زدرافكو، الجزائر، القوة السابعة، 1965.
- بيتشار، زدرافكو، الجزائر حتى الاستقلال، بروسفيتا، 1967.
- بيتشار، زدرافكو، الجزائر، المؤسسة الوطنية للكتاب، 1987.

## معرض الصور

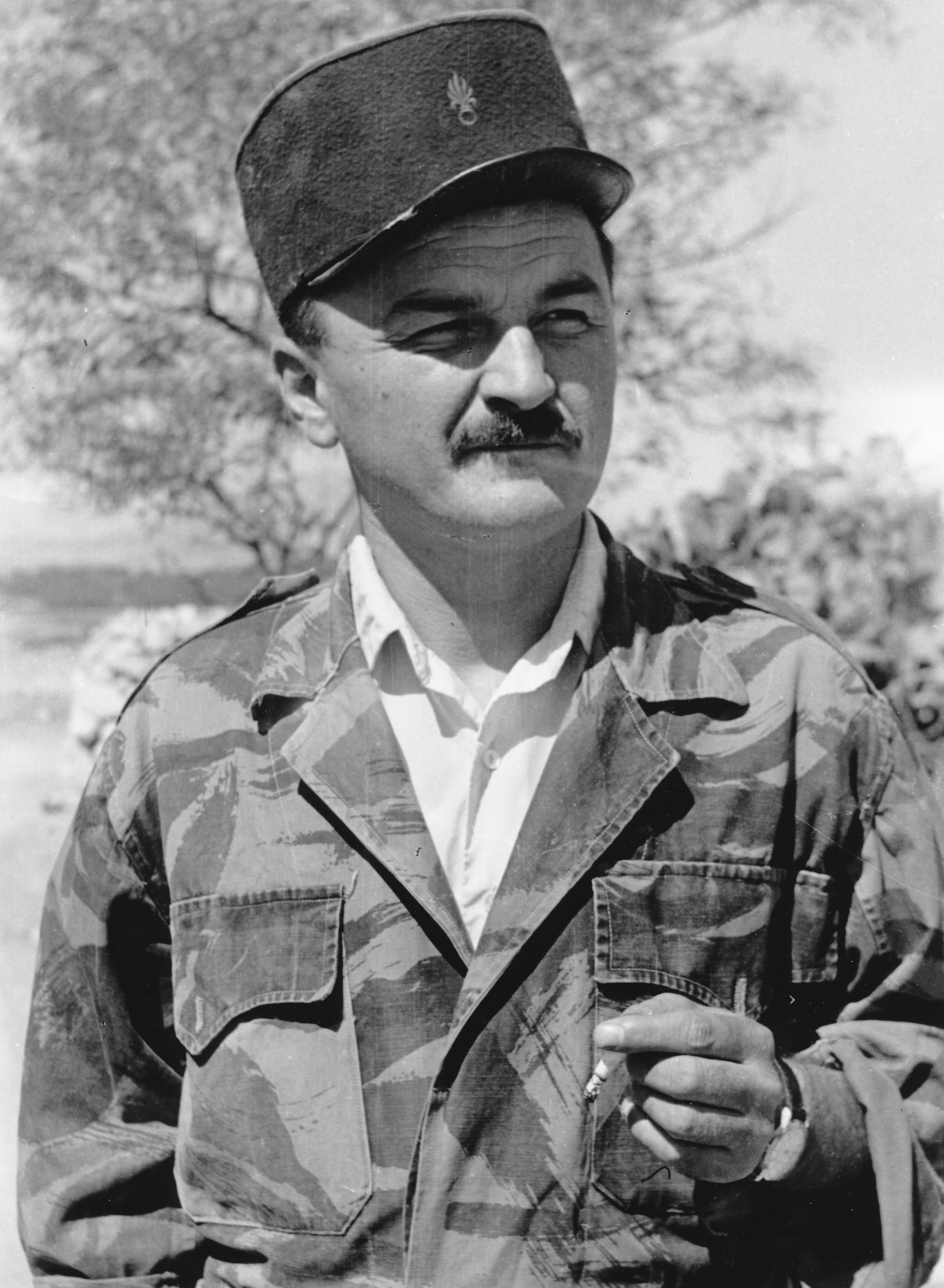
زدرافكو بيتشار يرتدي الزي العسكري خلال حرب الاستقلال الجزائرية
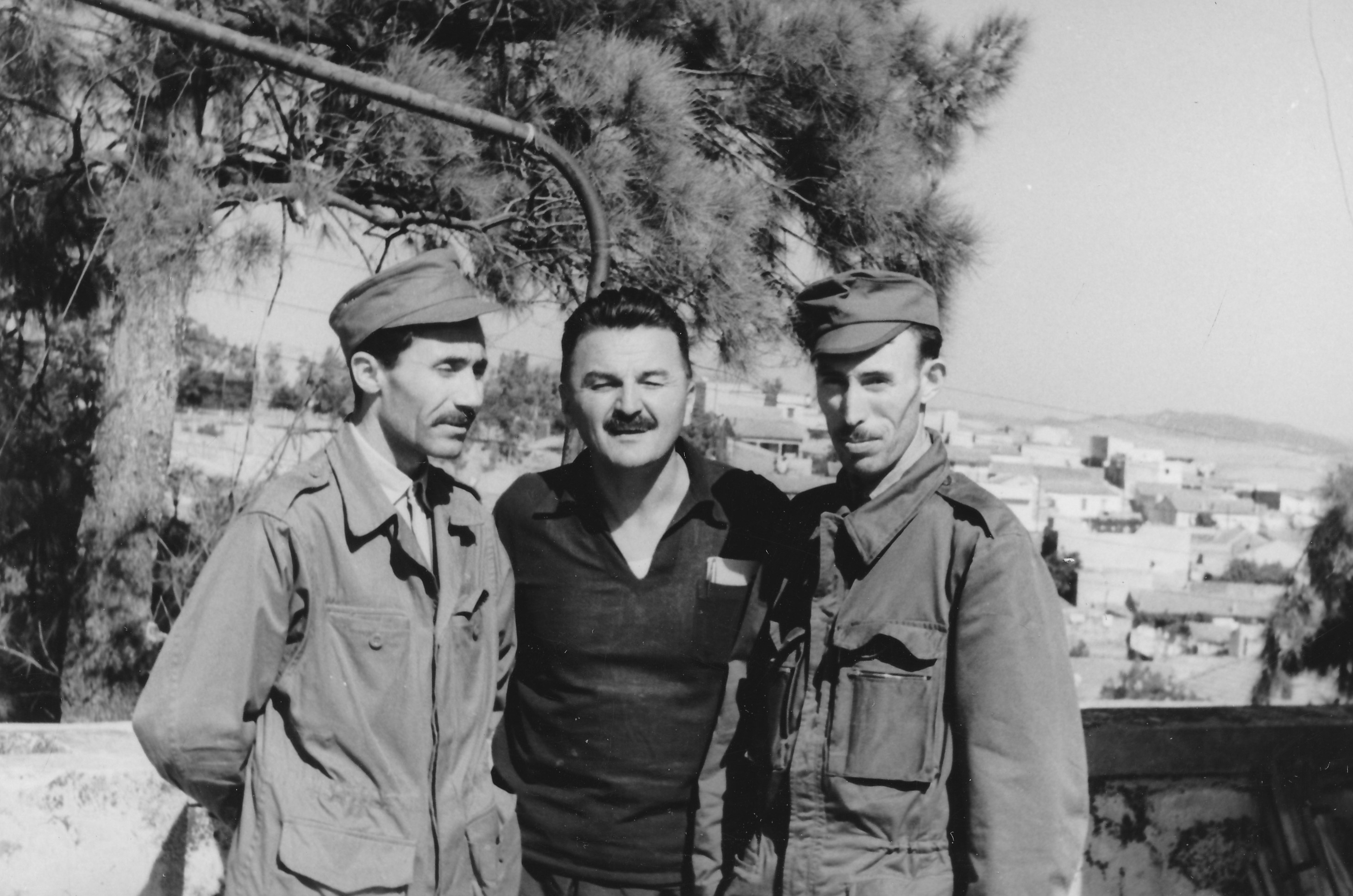
بيتشار مع هواري بومدين في الجزائر
على الأكروبوليس
بيتشار على مضيق البوسفور
في رحلة سفاري في السودان
زدرافكو بيتشار في العراق
بيتشار مع الرئيس الغيني أحمد سيكو توري
في سيارة دبلوماسية

## في الأدب
- سلادوييفيتش، آنا وإبشستاين، إميليا (محررون) 2017. Nyimpa kor ndzizi: لا يمكن للإنسان أن يعيش بمفرده. (إعادة) تصور متحف الفن الأفريقي - مجموعات فيدا والدكتور زدرافكو بيتشار. بلغراد: متحف الفن الأفريقي.(ردمك 978-86-85249-21-1).
- Ко је ко у Југославији. Београд: Хронометар. 1970.

## روابط خارجية
- لا يستطيع الإنسان أن يبقى على قيد الحياة بمفرده.
- متحف الفن الأفريقي: التاريخ
- زدرافكو بيتر: تقرير عن الحرب